# Wilsberg: Unser tägliches Brot
Unser tägliches Brot ist die 70. Folge der Fernsehfilmreihe Wilsberg. Die Folge wurde erstmals am 2. Januar 2021 im Samstagabendprogramm des ZDF ausgestrahlt.

## Handlung
Ekki hilft seiner Cousine Steffi Geller und ihrem Freund Tobias Nagel gerade bei deren Steuererklärung, als Kommissar Overbeck an der Tür klingelt. Ein anonymer Hinweis lege den Verdacht auf Drogenhandel nah. Als dann noch ein aus der Großbäckerei Barkland gestohlener Kanister mit einem Reinigungsmittel in der Wohnung gefunden wird, aus dem man K.-o.-Tropfen herstellen kann, werden Steffi und Tobias vorerst festgenommen. Sie arbeiten beide in dem Bäckereibetrieb und hätten somit die Möglichkeit zum Diebstahl gehabt. Ekki bittet daraufhin Georg um Hilfe, da er die Vorwürfe nicht glauben kann und denkt, man wolle den beiden etwas unterschieben.
Overbecks „Beinahtochter“, die Medizinstudentin Kira Baumgärtner, sucht einen Job. Nachdem Overbeck ihr einige Ermittlungsinterna verraten hat, scheint ihr ein Job bei Barkland dann doch interessanter als ein langweiliger Kantinenjob bei der Polizei. Bei seinen Ermittlungen bekommt Georg von Barklands Anwalt Niehoff eine Stelle als Privatdetektiv angeboten und findet kurze Zeit später seinen Vorgänger Bernd Stralau mit durchgeschnittener Kehle in dessen Wohnung auf. Daneben liegt die Tatwaffe, ein Cuttermesser, wie es auch im Wareneingang der Bäckerei verwendet wird. Es stellt sich heraus, dass Stralau immer wieder im Auftrag Niehoffs Betriebsräte unter Druck gesetzt hat, damit die Geschäftsführungen ihre profitorientierten Interessen durchsetzen können. Auch der aktuelle Diebstahl- und Mordverdacht wird von Fabian Barkland für eine Misstrauenserklärung der Belegschaft gegen Betriebsrat Tobias Nagel ausgenutzt. Während dieser Versammlung isst Kira von den bereitstehenden Pumpernickelschnitten und bricht kurz darauf zusammen. Der Brotteig wurde mit dem bei Nagel gefundenen Reinigungsmittel vergiftet – auch hierfür hätten mehrere Personen ein Motiv. Dabei wird ein verlorenes Nasenspray gegen Mehlstauballergie gefunden, doch diese Spur erweist sich als nutzlos, viele im Betrieb leiden darunter.
Später kann Kira mit ihrem Smartphone ein Gespräch aufzeichnen, in dem Fabian Barkland mit Niehoff über dessen Vorgehensweisen spricht, Betriebsräte mit fingierten Vorwürfen aus dem Betrieb mobben zu lassen. Daher hätte Tobias ein Motiv gehabt, Stralau zu ermorden. Niehoff zieht alle Register, um die Ermittlungen zu behindern. So bekommt Ekki einen Rüffel von seinem Chef Grabowski, weil er im Namen des Finanzamts bei Niehoff eine Steuerprüfung vornehmen wollte, und Overbecks Beförderung zum Kriminalhauptkommissar wird erst einmal aufgeschoben, da mehrere Anzeigen wegen Beleidigung und Nötigung vorliegen und auch der Vorwurf besteht, er hätte Kira in die Bäckerei eingeschleust.
Kira fühlt sich für Overbecks geplatzte Beförderung verantwortlich und versucht daraufhin, auf eigene Faust weitere Informationen gegen Niehoff zu finden. Sie kann sich über die Garage in Niehoffs Haus schleichen. Georg und Ekki fahren nach einer weiteren Suche in Stralaus Wohnung ebenfalls zu Niehoff, genau wie Overbeck, sodass es hier zum Showdown kommt. Neben Niehoff hatte auch seine Frau Julia Kontakt zu Stralau, um Beweise zu besorgen, wie ihr Mann skrupellos gegen andere Menschen vorgeht und den Namen der Kanzlei ihres Vaters in den Dreck zieht. Stralau hat beide gegeneinander ausgespielt. Im gemeinsamen Hass auf Stralau gibt Julia ihrem Mann zunächst ein falsches Alibi für die Tatnacht, zieht dieses jedoch nach weiterem Überlegen zurück. Niehoff kann beim anschließenden Verhör auch aufgrund weiterer Indizien und Beweise sowie der Aussage des Schichtleiters von Anna Springer überführt werden. Steffi und Tobias finden bei Fabians Barklands Schwester Helene in deren neuem Betrieb „Die Barkländerin“ eine Anstellung, mit Julia Niehoff als juristischer Beraterin.

## Produktion
Die Dreharbeiten fanden in der Zeit vom 7. Oktober 2019 bis zum 11. Dezember 2019 in Nordrhein-Westfalen statt.
Der Running Gag Bielefeld erscheint in der 36. Minute als Bezeichnung eines bitter schmeckenden Pumpernickelbrots.
Alex Holtkamp ist während der Handlung im Urlaub und erscheint nur kurz am Anfang und am Schluss. Anfangs warnt sie Wilsberg, Niehoff sei ihm eine Nummer zu groß, und ist am Schluss erfreut, dass sie ihn zur Strecke gebracht haben.
Im Abspann läuft der Titel The Weight Is Gone von Albin Lee Meldau aus dem Jahr 2018.

## Rezeption

### Kritik
Tilmann P. Gangloff gibt dem Film bei tittelbach.tv 3,5 von 6 möglichen Sternen und bezeichnet ihn insbesondere nach der letzten Episode von Regisseur Hansjörg Thurn als „ein[en] deutlicher Ausreißer nach unten“. Besonders positiv hervorzuheben sei die Besetzung von Juergen Maurer als Gegenspieler von Leonard Lansink und die von Emma Drogunova, die erneut die Rolle der Medizinstudentin Kira Baumgärtner spielt, Overbecks vermeintlicher Tochter in der Folge Minus 196°. Dies senke den Altersdurchschnitt der Besetzung und sorge durch kecke Dialoge für Kurzweil. Zusammenfassend schreibt er: „Die Geschichte über einen Anwalt, der im Auftrag von Firmenchefs lästige Betriebsräte mundtot macht, wird ohnehin unnötig kompliziert erzählt, weshalb es in der zweiten Filmhälfte nicht nur Klärungs-, sondern auch viel Erklärungsbedarf gibt.“
TV Spielfilm sah eine Folge, die „sich am Thema ‚Union Busting‘, also Gewerkschaftszerstörung, ab[arbeitet]“. Dies geschehe bei „Moralist Wilsberg gewohnt wenig subtil, aber unterhaltsam“.

### Einschaltquote
Bei der Erstausstrahlung von Unser tägliches Brot am 2. Januar 2021 im ZDF wurde der Film in Deutschland von 8,39 Millionen Zuschauern gesehen und erreichte einen Marktanteil von 24,3 Prozent.